# John Stamos
John Stamos, właśc. John Philip Stamotopoulos (ur. 19 sierpnia 1963 w Cypress) – amerykański aktor i producent telewizyjny.
16 listopada 2009 otrzymał własną gwiazdę w Alei Gwiazd w Los Angeles znajdującą się przy 7021 Hollywood Boulevard.

## Życiorys

### Wczesne lata
Urodził się jako syn modelki Loretty (z domu Phillips) i Billa Johna Stamosa, restauratora fast foodów. Jego oryginalne nazwisko Stamotopoulos zostało skrócone przez jego dziadków, kiedy przybyli do Ameryki z Grecji. Jego ojciec był pochodzenia greckiego, wywodzący się z wyspy Santoryn, a matka była w jednej czwartej Żydówką aszkenazyjską, a w jednej czwartej Niemką, a reszta była mieszanką Anglików i Irlandczyków. Wychowywał się z dwiema młodszymi siostrami, Alainą i Janeen.
W wieku czterech lat uczył się grać na perkusji, flecie i trójkącie. Uczęszczał do Lexington Junior High i John F. Kennedy High. Kiedy miał 19 lat zaczął występować z zespołem rockowym o nazwie Destiny.

### Kariera
Od 28 stycznia 1982 do 5 kwietnia 1984 grał rolę Blackiego Parrisha w operze mydlanej ABC Szpital miejski (General Hospital), za którą Nagrodę Młodych Artystów dla najlepszego młodego aktora w dziennej operze mydlanej, a także w 1984 był nominowany do nagrody Emmy. Od 3 października do 19 grudnia 1984 występował w roli początkującego gitarzysty Gino Minnelliego w sitcomie CBS Dreams o zespole rockowym, który próbuje zdobyć kontrakt nagraniowy. Następnie pojawił się jako posłaniec w telewizyjnej wersji książki Lewis Carroll Alicja w krainie czarów (Alice in Wonderland, 1985). Od 22 września 1987 do 23 maja 1995 wcielał się w postać Jessego Katsopolisa w sitcomie ABC Pełna chata (Full House).
W latach 1988–92 sporadycznie śpiewał i grał na perkusji w zespole The Beach Boys, wystąpił w teledysku „Kokomo” (1988).
Grał czarne charaktery w kilku produkcjach telewizyjnych, w tym agresywnego i sadystycznego alfonsa w dramacie ABC Córka ulicy (Daughter of the Streets, 1990), kryminalistę Roberta Knotta w dreszczowcu ABC Porwanie (Captive, 1991) i psychopatycznego seryjnego mordercę w dramacie CBS Fatalne śluby: historia Alexandry O’Hary (Fatal Vows: The Alexandra O’Hara Story, 1994).
Występował na Broadwayu w musicalu Franka Loessera Jak odnieść sukces w biznesie, nie starając się zbytnio (1995–1996) jako J. Pierrepont Finch, musicalu Johna Kandera Cabaret (2002) w roli mistrza ceremonii,  musicalu Arthura Kopita Nine (2003) jako Guido Contini, Bye Bye Birdie (2009–2010) w roli Alberta Petersona i sztuce Gore’a Vidala Ten najlepszy (2012) w roli senatora Josepha Cantwella.
W 2016 został uhonorowany People’s Choice Award dla ulubionego aktora w nowym serialu telewizyjnym za rolę Jamesa „Jimmy’ego” Martino w sitcomie FOX Dziadek z przypadku (Grandfathered, 2015–2016).

## Życie prywatne
19 września 1998 zawarł związek małżeński z aktorką Rebeccą Romijn, która prowadziła program w MTV Dom mody (House of Style). Ich małżeństwo trwało siedem lat. 1 marca 2005 rozwiódł się. 3 lutego 2018 poślubił Caitlin McHugh. Mają syna Williama „Billy’ego” Christophera (ur. 10 kwietnia 2018).
Część wolnego czasu spędzał odwiedzając sierocińce.
W swojej książce autobiograficznej If You Would Have Told Me: A Memoir' ujawnił, że jako dziecko był wykorzystywany seksualnie przez swoją 18–19-letnią opiekunkę.

## Filmografia

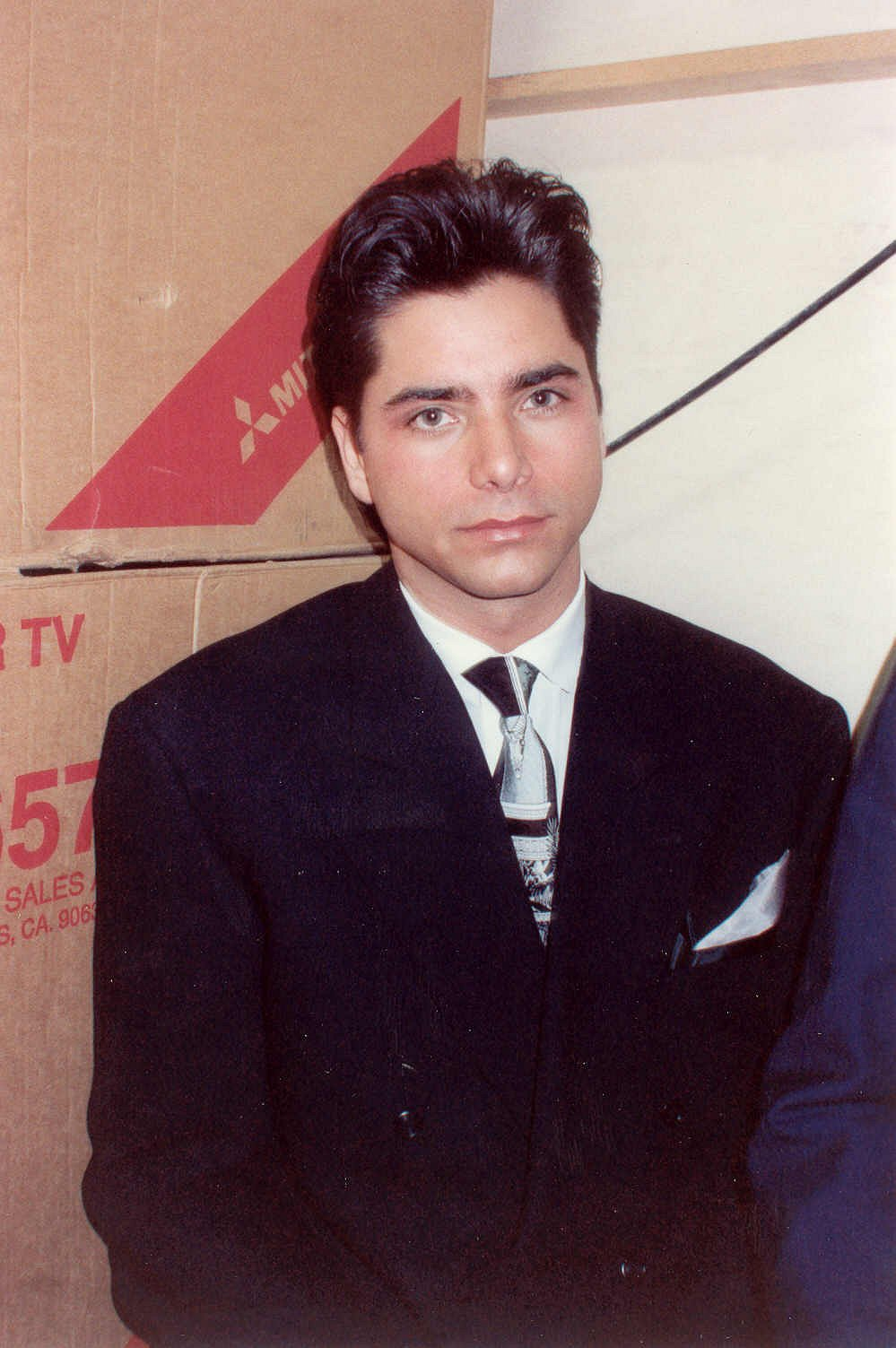
John Stamos, 1990

### Filmy fabularne
- 1986: Never Too Young to Die jako Lance Stargrove
- 1991: Rajdowcy w akcji (Born to ride) jako Grady Westfall
- 2000: Dropping out jako Ronnie
- 2001: My Best Friend’s Wife jako Steve Richards
- 2002: Biegnij Ronnie biegnij (Run Ronnie Run!)  w roli samego siebie
- 2002: Femme Fatale jako Cheesy Agent
- 2003: Party Monster jako prowadzący Talk Show
- 2004: Miłosne domino (Knots) jako Cal
- 2004: I Am Stamos jako John Stamos
- 2007: Farsa pingwinów (Farce of the Penguins) jako Pingwin (głos)
- 2014: My Man Is a Loser jako Mike
- 2016: Moje wielkie greckie wesele 2 (My Big Fat Greek Wedding 2) jako George

### Filmy TV
- 1985: Alicja w krainie czarów (Alice in Wonderland) jako The Messenger
- 1987: Pełna chata: Pierwsze dni (Full House: The Premiere Movie) jako wujek Jesse
- 1990: Daughter of the streets jako Joey
- 1991: Porwanie (Captive) jako Robert Knott
- 1993: Czworokąt namiętności (The Disappearance of Christina) jako Joe Seldon
- 1994: Fatal Vows: The Alexandra O’Hara Story jako Nick Pagan
- 1997: Swatka (A Match Made in Heaven) jako Tom Rosner
- 1998: Miłość raz jeszcze (The Marriage Fool) jako Robert Walsh
- 1998: Najpierw miłość (Sealed with a Kiss) jako Bennet Blake
- 2000: Jak poślubić miliarderkę (How to Marry a Billionaire: A Christmas Tale) jako Tom Nathan
- 2003: The Reagans jako John Sears
- 2006: Weselna wojna (Wedding Wars) jako Shel Grandy
- 2008: Dwaj panowie Kissel (The Two Mr. Kissels) jako Andrew Kissel

### Seriale
- 1983: Szpital miejski (General Hospital) jako Blackie Parrish
- 1986-87: To znowu ty? (You Again?) jako Matt Willows
- 1987-95: Pełna chata (Full House) jako Hermes 'Jesse' Katsopolis
- 1989: Mickey Mouse Club jako Jesse
- 1993: Opowieści z krypty (Tales from the Crypt) jako Johnny
- 1994: Krok za krokiem (Step by Step) w roli samego siebie
- 1995-97: The Larry Sanders Show w roli samego siebie
- 1996: Howard Stern jako gość
- 1997: Tracey bierze na tapetę... (Tracey Takes On...) jako Rob Trasca
- 2001: Złodziejski duet (Thieves) jako Johnny
- 2003: Przyjaciele (Friends) jako Zak
- 2003: Howard Stern jako gość
- 2005–2006: Jake in Progress jako Jake Phillips
- 2005–2009: Ostry dyżur (ER) jako dr Tony Gates
- 2010: Ekipa (Entourage) w roli samego siebie
- 2010–2011: Glee jako dr Carl Howell
- 2011: Prawo i porządek: sekcja specjalna (Law & Order: Special Victims Unit) jako Ken Turner
- 2011: Dwóch i pół jako Prospective House Buyer
- 2013: Rodzinka jak inne (The New Normal) jako Brice
- 2013: Nie ma lekko (Necessary Roughness) jako Connor McClane
- 2015: Galavant jako sir Jean Hamm
- 2015: Dwóch i pół w roli samego siebie
- 2015–2016: Dziadek z przypadku (Grandfathered) jako Jimmy Martino
- 2016: Królowe krzyku (Królowe krzyku) jako dr Brock Holt
- 2016–2020: Pełniejsza chata (Fuller House) jako Jesse Katsopolis
- 2018–2019: Ty (You) jako dr Nicky
- 2022–: Spidey i super-kumple jako Tony Stark / Iron Man (głos)
- 2022–: Myszka Miki: Frajdomek jako kapitan Salty Bones (głos)
- 2023: Harley Quinn jako Etrigan Demon (głos)